# 파나이 쿠스이
파나이 쿠스이(중국어: 巴奈·庫穗, 아미어: Panai Kusui, 1969년 7월 23일~)는 대만의 가수이다.